# 험머 팀
험머 팀 (Hummer Team, 悍馬小組)은 1992년에 결성한 대만의 해적판 게임 제작사이다.

## 설명
험머 팀은 게임들을 개조하여 주로 패미컴으로 불법 이식하여 제작한 해적판 게임들을 개발하였다. 자체 에뮬레이터로 사무리(Samuri)와 지독(Zdog)을 개발하였다.

## 작품
- 형가신전
- 스트리트 파이터 II - 월드 워리어즈
- 마스터 파이터 VI'
- 스트리트 파이터 IV
- 카트 파이터 (배경은 슈퍼 마리오 카트지만 레이싱 게임이 아닌 격투게임으로 개조된 게임.)
- 소마리 (게임은 소닉 더 헤지호그이지만 캐릭터는 슈퍼 마리오로 개조되었다.)
- AV 미소녀 천사 걸 파이팅 (등장하는 캐릭터들은 모두 여성이며 춘리, 미즈노 아미, 란마등이 등장하였다.)
- 아랑전설 스페셜
- 알라딘
- 동키콩 컨츄리 4
- 슈퍼 마리오 월드